# Lampungue
Lampungue ou Iampungue é uma província da Indonésia com capital em Bandar Lampungue. Encontra-se no extremo meridional da ilha de Sumatra e limita com as províncias de Bengkulu e Sumatra do Sul. 
Lampungue é conhecida por sua instabilidade geológica, que dá causa a terremotos e vulcanismo. Em 10 de maio de 2005, um forte tremor de terra atingiu a província, com intensidade de 6,4 na escala Richter. A histórica erupção vulcânica da ilha de Cracatoa, ao sul da província, em 1883, foi desastrosa para a região.

## Administração
Lampungue está dividida em 12 regências:
- Lampungue Ocidental
- Lampungue do Sul
- Lampungue Central
- Lampungue Oriental
- Lampungue do Norte
- Uai Canã
- Tangamus
- Tulangue Bauangue
- Pesauarã
- Pringueseu
- Tulanguebauangue Ocidental
- Mesuji